# Fullmetal Alchemist
Fullmetal Alchemist (jap. 鋼の錬金術師 Hagane no renkinjutsushi; dosł. „alchemik stali”) – manga autorstwa Hiromu Arakawy. Świat przedstawiony serii stylizowany jest na czasy europejskiej rewolucji przemysłowej. Jej akcja rozgrywa się w fikcyjnym uniwersum, w którym alchemia jest jedną z najbardziej zaawansowanych nauk. Fabuła opowiada historię braci Edwarda i Alphonse’a Elric poszukujących kamienia filozoficznego w celu odzyskania swych ciał, które stracili na skutek nieudanej próby wskrzeszenia ich matki poprzez alchemię.
Manga była wydawana w latach 2001–2010 w czasopiśmie „Gekkan Shōnen Gangan” wydawnictwa Square Enix. Seria została wydana także w postaci 27 tomików.
Na podstawie mangi powstały dwie adaptacje w postaci seriali anime. Pierwszy, niedokładnie odwzorowujący fabułę komiksu, wyprodukowany został przez studio Bones i składa się z 51 odcinków emitowanych od 4 października 2003 do 2 października 2004 roku, a jego historia została zakończona w wydanym w 2005 roku filmie Fullmetal Alchemist: Conqueror of Shambala. Drugi serial, zatytułowany Fullmetal Alchemist: Brotherhood, był wierną ekranizacją mangi i obejmował 64 odcinki nadawane od 5 kwietnia 2009 do 4 lipca 2010 roku. Na podstawie serii opublikowano również wiele dzieł pobocznych, takich jak powieści, animacje OVA, słuchowiska, ścieżki dźwiękowe i gry komputerowe. W oparciu na postaciach serii wydano też grę karcianą, dodatkowe książki, kolekcjonerskie figurki oraz inne przedmioty.
W Polsce manga została wydana w latach 2006–2012 przez wydawnictwo Japonica Polonica Fantastica. Obie serie anime jak i film pełnometrażowy miały swoją premierę na kanale Hyper.

## Fabuła
Akcja toczy się w alternatywnym świecie, podobnym do rzeczywistego, w roku 1914. Podstawową różnicą jest istnienie alchemii, która jest formą nauki. Jak każda nauka, alchemia rządzi się swoimi prawami, z których podstawowym jest zasada równowartej wymiany (jap. tōka-kōkan): aby coś uzyskać, należy w zamian poświęcić coś o tej samej wartości.
Główni bohaterowie to bracia Edward i Alphonse Elric, mieszkający sami z matką Trishą, ponieważ ojciec, Van Hohenheim – poważany alchemik – opuścił ich, gdy byli mali. Pewnego dnia ich matka zachorowała, a niedługo potem zmarła. Transmutacja ludzi była niezbadaną, niebezpieczną dziedziną alchemii i była surowo zakazana przez prawo. Mimo to, Edward i Alphonse zdecydowali się na podjęcie ryzyka i przywrócenie matki do życia. Wynik ich działania okazał się tragiczny dla obu braci – transmutacja zakończyła się porażką. Bracia otworzyli tzw. Bramę – twór widziany tylko przez tych, których dotyczyła ekstremalna wymiana; w zamian za pokazanie braciom „Prawdy”, w myśl zasady równowartej wymiany, zabrała ona lewą nogę Edwarda, a Alphonse’a wciągnęła w całości. Edward chcąc ratować brata, w ostatniej chwili poświęcił swoją prawą rękę, aby zatrzymać duszę brata – udało mu się ją osadzić w starej zbroi stojącej nieopodal kręgu, który nakreślili.
Zaklęty w zbroję Alphonse uratował brata niosąc go do domu przyjaciółki Winry Rockbell, która wraz z babcią Pinako specjalizowała się w tworzeniu automatycznych zbroi – mechanicznych protez utraconych kończyn. Z powodu otrzymanych kończyn Ed otrzymał później przydomek Stalowego Alchemika (jap. Hagane no Renkinjutsushi). Postanowił także naprawić swój błąd i przywrócić ciało brata. W dalszym ciągu upatrywał swoją szansę w alchemii, dlatego też postanowił zaciągnąć się do wojska i pracować dla niego na kontrowersyjnym stanowisku państwowego alchemika, aby mieć swobodny dostęp do zbiorów biblioteki wojskowej. Podczas swoich wędrówek Edward i Alphonse natrafiają na trop kamienia filozoficznego, substancji pozwalającej na ominięcie podstawowego prawa równowartej wymiany (brak potrzeby dania czegoś w zamian).

## Manga
Manga Hagane no Renkinjutsushi została napisana i zilustrowana przez Hiromu Arakawę. Kolejne rozdziały były publikowane w czasopiśmie Gekkan Shōnen Gangan wydawnictwa Square Enix od 2001 roku. Ostatni rozdział wydano 9 czerwca 2010 roku. W Polsce seria ta została wydana w latach 2006–2012 przez wydawnictwo Japonica Polonica Fantastica.
| Nr | Język japoński       | Język japoński         | Język polski     | Język polski           |
| Nr | Data wydania         | ISBN                   | Data wydania     | ISBN                   |
| --- | -------------------- | ---------------------- | ---------------- | ---------------------- |
| 01 | 22 stycznia 2002     | ISBN 978-4-7575-0620-6 | styczeń 2006     | ISBN 978-83-7471-056-5 |
| Lista rozdziałów - 001. Dwaj alchemicy (jap. 二人の錬金術師 Futari no renkinjutsushi) - 002. Wartość życia (jap. 命の代価 Inochi no daika) - 003. Górnicza osada (jap. 炭鉱の街 Tankō no machi) - 004. Potyczka w pociągu (jap. 車上の戦い Shajō no tatakai) |                      |                        |                  |                        |
| 02 | 22 maja 2002         | ISBN 978-4-7575-0699-2 | kwiecień 2006    | ISBN 978-83-7471-057-2 |
| Lista rozdziałów - 005. Cierpienia alchemika (jap. 錬金術師の苦悩 Renkinjutsushi no kunō) - 006. Prawe ramię zagłady (jap. 破壊の右手 Hakai no migite) - 007. Po deszczu (jap. 雨の後 Ame no sto) - 008. Droga nadziei (jap. 希望の道 Kibō no michi) |                      |                        |                  |                        |
| 03 | 21 września 2002     | ISBN 978-4-7575-0791-3 | wrzesień 2006    | ISBN 978-83-7471-058-9 |
| Lista rozdziałów - 009. Dom, w którym czeka rodzina (jap. 家族の待つ家 Kazoku no matsu ie) - 010. Kamień Filozoficzny (jap. 賢者の石 Kenja no ishi) - 011. Dwaj ochroniarze (jap. 二人の守護者 Futari no shugosha) - 012. Definicja „człowieka” (jap. 「人間」の定義 "Ningen" no teigi) - Gaiden. Gunbu no matsuri (jap. 軍部の祭り) |                      |                        |                  |                        |
| 04 | 22 stycznia 2003     | ISBN 978-4-7575-0855-2 | grudzień 2006    | ISBN 978-83-7471-059-6 |
| Lista rozdziałów - 013. Stalowe ciało (jap. 鋼のからだ Hagane no karada) - 014. Jedynaczka (jap. ひとりっ子の気持ち Hitorikko no kimochi) - 015. Stalowe serce (jap. 鋼のこころ Hagane no kokoro) - 016. Każdy ma swoją drogę (jap. それぞれの行く先 Sorezore no yukusaki) - Gaiden. Gun no inu? (jap. 軍の犬?) |                      |                        |                  |                        |
| 05 | 21 czerwca 2003      | ISBN 978-4-7575-0966-5 | marzec 2007      | ISBN 978-83-7471-060-2 |
| Lista rozdziałów - 017. Dolina złotem płynąca (jap. にわか景気の谷 Niwaka keiki no tani) - 018. Cena dobroci (jap. 誠意の価値 Seii no kachi) - 019. ...za was (jap. あんた達のかわりに Anta-tachi no kawari ni) - 020. Strach przed mistrzem! (jap. 師匠の恐怖 Sensei no kyōfu) - 021. Tylko nasza tajemnica (jap. 二人だけの秘密 Futari dake no himitsu)                                                                                         |                      |                        |                  |                        |
| 06 | 22 października 2003 | ISBN 978-4-7575-1047-0 | czerwiec 2007    | ISBN 978-83-7471-061-9 |
| Lista rozdziałów - 022. Mężczyzna w masce (jap. 仮面の男 Kamen no otoko) - 023. Pukając do nieba bram (jap. 叩け 天国の扉 Tatake: Tengoku no tobira) - 024. Stalowy Alchemik (jap. 鋼の錬金術師 Hagane no renkinjutsushi) - 025. Uczniowie i Mistrz (jap. 師弟のけじめ Shitei no kejime) |                      |                        |                  |                        |
| 07 | 22 marca 2004        | ISBN 978-4-7575-1165-1 | październik 2007 | ISBN 978-83-7471-062-6 |
| Lista rozdziałów - 026. Przed oblicze Pana (jap. 主の元へ Aruji no moto e) - 027. Bestie z Dublith (jap. ダブリスの獣たち Daburisu no kemono-tachi) - 028. Odwaga szaleńca (jap. 匹夫の勇 Hippu no yū) - 029. Oko króla (jap. 王の眼 Ō no Me) - Gaiden. Tatakau: Shōi-san (jap. 戦う 少尉さん) |                      |                        |                  |                        |
| 08 | 22 lipca 2004        | ISBN 978-4-7575-1230-6 | listopad 2007    | ISBN 978-83-7471-063-3 |
| Lista rozdziałów - 030. Prawda ukryta w zbroi (jap. 鎧の中 真理の奧 Yoroi no naka: Shinri no oku) - 031. Wąż zjadający swój ogon (jap. 己の尾を噛む蛇 Onore no O o kamu hebi) - 032. Posłańcy ze wschodu (jap. 東方の使者 Tōhō no shisha) - 033. Starcie w Rush Valley (jap. ラッシュバレーの攻防 Rasshu barē no kōbō) - Gaiden. Hagane no Renkinjutsushi: Tobenai tenshi (jap. 鋼の錬金術師 翔べない天使)                                        |                      |                        |                  |                        |
| 09 | 22 listopada 2004    | ISBN 978-4-7575-1318-1 | luty 2008        | ISBN 978-83-7471-064-0 |
| Lista rozdziałów - 034. Śladami towarzysza broni (jap. 戦友の足跡 Tomo no ashimoto) - 035. Kozioł ofiarny (jap. 生け贄の羊 Ikenie no hitsuji) - 036. Zgorzkniały alchemik (jap. 苦渋の錬金術師 Kujū no renkinjutsushi) - 037. Ciało zbrodniarza (jap. 咎人の肉体 Togabito no nikutai) |                      |                        |                  |                        |
| 10 | 11 marca 2005        | ISBN 978-4-7575-1386-0 | kwiecień 2008    | ISBN 978-83-7471-065-7 |
| Lista rozdziałów - 038. Sygnał do kontrataku (jap. 反撃ののろし Hangeki no noroshi) - 039. Zamieszanie w Centrali (jap. 錯綜のセントラル Sakusō no sentoraru) - 040. Mędrzec z Zachodu (jap. 西の賢者 Nishi no kenja) - 041. Ręce małego człowieka (jap. 小さな人間の傲慢な掌 Chiisa na ningen no gōman na tenohira) |                      |                        |                  |                        |
| 11 | 22 lipca 2005        | ISBN 978-4-7575-1496-6 | czerwiec 2008    | ISBN 978-83-7471-066-4 |
| Lista rozdziałów - 042. Ojciec nad grobem (jap. 墓前の父 Bozen no chichi) - 043. Rzeka błota (jap. 泥の河 Doro no kawa) - 044. Bezimienny nagrobek (jap. 名前の無い墓 Namae no nai haka) - 045. Powrót mężczyzny z blizną (jap. 傷の男再び Kizu no otoko futatabi) |                      |                        |                  |                        |
| 12 | 21 listopada 2005    | ISBN 978-4-7575-1573-4 | wrzesień 2008    | ISBN 978-83-7471-067-1 |
| Lista rozdziałów - 046. Oddalająca się postać (jap. 遠くの背中 Tōku no senaka) - 047. Dziewczyna na polu walki (jap. 戦場の少女 Ikusaba no shōjo) - 048. Obiecać tym, którzy czekają (jap. 待ち人の約束 Machibito no yakusoku) - 049. Potwór w ludzkiej skórze (jap. 人中の化け物 Jinchū no bakemono) |                      |                        |                  |                        |
| 13 | 22 marca 2006        | ISBN 978-4-7575-1638-0 | listopad 2008    | ISBN 978-83-7471-071-8 |
| Lista rozdziałów - 050. W brzuchu (jap. 腹の中 Hara no naka) - 051. Brama Ciemności (jap. 闇の扉 Yami no tobira) - 052. Król serca piekieł (jap. 魔窟の王 Makutsu no Ō) - 053. Drogowskaz duszy (jap. 魂の道標 Tamashii no dōhyō) |                      |                        |                  |                        |
| 14 | 22 lipca 2006        | ISBN 978-4-7575-1719-6 | styczeń 2009     | ISBN 978-83-7471-072-5 |
| Lista rozdziałów - 054. Szamotanina głupca (jap. 愚者の足掻き Gusha no ashikaki) - 055. Dwóch Greedów (jap. 二人の強欲 Futari no gōyoku) - 056. Lwy okrągłego stołu (jap. 円卓の獅子 Entaku no shishi) - 057. Blizny Ishvaru (jap. イシュヴァールの傷 Ishuvāru no kizu) - Gaiden. Short Story |                      |                        |                  |                        |
| 15 | 22 listopada 2006    | ISBN 978-4-7575-1812-4 | kwiecień 2009    | ISBN 978-83-7471-073-2 |
| Lista rozdziałów - 058. Odgłos kroków zagłady (jap. 破滅の足音 Hametsu no ashioto) - 059. Zhańbiony alchemik (jap. 背徳の錬金術師 Haitoku no renkinjutsushi) - 060. Pod nieobecność Boga (jap. 神の不在 Kami no fuzai) - 061. Bohater Ishvaru (jap. イシュヴァールの英雄 Ishuvāru no eiyū) |                      |                        |                  |                        |
| 16 | 22 marca 2007        | ISBN 978-4-7575-1965-7 | lipiec 2009      | ISBN 978-83-7471-145-6 |
| Lista rozdziałów - 062. Gdy już spełnią się marzenia (jap. 夢の先 Yume no saki) - 063. Obietnica za 520 senów (jap. 520センズの約束 520 senzu no yakusoku) - 064. Północna ściana Briggs (jap. ブリッグズの北壁 Burigguzu no hokuheki) - 065. Żelazne zasady (jap. 鉄の掟 Tetsu no Okite) |                      |                        |                  |                        |
| 17 | 11 sierpnia 2007     | ISBN 978-4-7575-2064-6 | październik 2009 | ISBN 978-83-7471-146-3 |
| Lista rozdziałów - 066. Królowa śniegu (jap. 雪の女王 Yuki no joō) - 067. Kształt naszego kraju (jap. この国のかたち Kono kuni no katachi) - 068. Portret rodzinny (jap. 家族の肖像 Kazoku no shōzō) - 069. Fundamenty Briggs (jap. ブリッグズの礎 Brigguzu no ishizue) |                      |                        |                  |                        |
| 18 | 22 grudnia 2007      | ISBN 978-4-7575-2175-9 | luty 2010        | ISBN 978-83-7471-147-0 |
| Lista rozdziałów - 070. Pierwszy homunculus (jap. 始まりのホムンクルス Hajimari no homunkurusu) - 071. Mężczyzna w szkarłacie (jap. 紅蓮の男 Guren no otoko) - 072. Łańcuch nienawiści, kamień nadziei (jap. 負の連鎖 正の一石 Fu no rensa, sei no isseki) - 073. Sen na jawie (jap. 白昼の夢 Hakuchū no yume) |                      |                        |                  |                        |
| 19 | 22 marca 2008        | ISBN 978-4-7575-2237-4 | kwiecień 2010    | ISBN 978-83-7471-148-7 |
| Lista rozdziałów - 074. Homunculus – człowieczek zamknięty w kolbie (jap. フラスコの中の小人 Furasuku no naka no kobito / Homunkurusu) - 075. Ostatni dzień Xerxes (jap. クセルクセス最期の日 Kuserukusesu Saigo no Hi) - 076. Kształt człowieka, kształt kamienia (jap. 人の形 石の形 Hito no katachi: Ishi no katachi) - 077. Krąg odwrócenia (jap. 逆転の錬成陣 Gyakuten no renseijin) - 078. Siedem grzechów (jap. 七つの罪 Nanatsu no tsumi) |                      |                        |                  |                        |
| 20 | 22 sierpnia 2008     | ISBN 978-4-7575-2353-1 | lipiec 2010      | ISBN 978-83-7471-149-4 |
| Lista rozdziałów - 079. Ukąszenie mrówki (jap. 蟻のひと噛み Ari no hito kami) - 080. Widok Ojca (jap. 瞼の父 Mabuta no chichi) - 081. W formie (jap. バリバリの全開 Baribari no zenkai) - 082. Rodzina duszy (jap. 魂の家族 Tamashii no kazoku) - 083. Dzień Obiecany (jap. 約束の日 Yakusoku no hi) |                      |                        |                  |                        |
| 21 | 22 grudnia 2008      | ISBN 978-4-7575-2439-2 | wrzesień 2010    | ISBN 978-83-7471-150-0 |
| Lista rozdziałów - 084. Cień pogoni (jap. 追跡者の影 Tsuisekisha no kage) - 085. Puste pudełko (jap. 空の箱 Kara no hako) - 086. Posłaniec ciemności (jap. 闇の使者 Yami no shisha) - 087. Przysięga w podziemiach (jap. 地下道の誓い Chikadō no chikai) |                      |                        |                  |                        |
| 22 | 11 kwietnia 2009     | ISBN 978-4-7575-2538-2 | listopad 2010    | ISBN 978-83-7471-189-0 |
| Lista rozdziałów - 088. Rodzicielskie uczucia (jap. 親子の情 Oyako no jō) - 089. Powrót wojownika (jap. 戦士の旗艦 Senshi no kikan) - 090. Nieśmiertelna armia (jap. 不死の軍団 Fushi no gundan) - 091. Ponowne spotkanie mędrców (jap. 賢者の再会 Kenja no saikai) |                      |                        |                  |                        |
| 23 | 12 sierpnia 2009     | ISBN 978-4-7575-2602-0 | marzec 2011      | ISBN 978-83-7471-190-6 |
| Lista rozdziałów - 092. Nasza wspólna siła (jap. 皆の力 Minna no chikara) - 093. Śmiertelny wróg (jap. 不倶戴天の敵 Fugutaiten no kataki) - 094. Płomień zemsty (jap. 復讐の炎 Fukushū no Honō) - 095. Po drugiej stronie płomieni (jap. 烈火の先に Rekka no saki ni) - Special Episode. Akatsuki no Ōji — Prologue (jap. 暁の王子—Prologue) |                      |                        |                  |                        |
| 24 | 22 grudnia 2009      | ISBN 978-4-7575-2742-3 | wrzesień 2011    | ISBN 978-83-7471-191-3 |
| Lista rozdziałów - 096. Dwie bohaterki (jap. 二人の女傑 Futari no joketsu) - 097. Dwaj mędrcy (jap. 二人の賢者 Futari no kenja) - 098. Bezdenna chciwość (jap. 底無しの強欲 Sokonashi no gōyoku) - 099. Wieczny odpoczynek (jap. 永遠の暇 Eien no itoma) - Gaiden. Tasogare no shōjo — Prologue (jap. 黄昏の少女—Prologue) |                      |                        |                  |                        |
| 25 | 22 kwietnia 2010     | ISBN 978-4-7575-2840-6 | listopad 2011    | ISBN 978-83-7471-192-0 |
| Lista rozdziałów - 100. Brama, której nie wolno otworzyć (jap. 開かずの扉 Akazu no tobira) - 101. Piąta ofiara (jap. 5人目の人柱 Goninme no hitobashira) - 102. Przed bramą (jap. 扉の前 Tobira no mae) - 103. Dla kogo? (jap. 誰のため Dare no tame) |                      |                        |                  |                        |
| 26 | 12 sierpnia 2010     | ISBN 978-4-7575-2929-8 | luty 2012        | ISBN 978-83-7471-233-0 |
| Lista rozdziałów - 104. W centrum świata (jap. 世界の中心 Sekai no chūshin) - 105. Tron Boga (jap. 神の御座 Kami no miza) - 106. Głębia pychy (jap. 傲慢の深淵 Puraido no shin'en) |                      |                        |                  |                        |
| 27 | 22 listopada 2010    | ISBN 978-4-7575-3054-6 | kwiecień 2012    | ISBN 978-83-7471-234-7 |
| Lista rozdziałów - 107. Ostatnia walka (jap. 最後の戦い Saigo no tatakai) - 108. Kres podróży (jap. 旅路の果て Tabiji no hate) - Gaiden. Mō hitotsu no tabiji no hate (jap. もうひとつの旅路の果て) |                      |                        |                  |                        |

## Anime

### Fullmetal Alchemist
Anime zostało stworzone na podstawie mangi i było emitowane w Japonii od 4 października 2003 do 2 października 2004. Od 6 listopada 2004, anime jest także pokazywane w Stanach Zjednoczonych na kanale Cartoon Network. W Polsce premiera serialu odbyła się 1 marca 2007 na kanale Hyper, 6 maja 2007 wyemitowany został tam również film pt. Fullmetal Alchemist: Conqueror of Shambala – zarówno serial jak i film został wyemitowany z polskimi napisami. Druga polska premiera serialu odbyła się 14 grudnia 2008 roku na kanale AXN SciFi i była to premiera wersji z polskim lektorem. Mimo że anime powstało na podstawie mangi, różnią się od siebie. Zmienione są prawie wszystkie informacje dotyczące homunkulusów, fakty dotyczące ojca Edwarda i Alphonsa, śmierci Rockbellów (w anime zostali zamordowani przez Roya Mustanga, w mandze natomiast przez Scara) i parę innych. Posiada 51 odcinków.
Serial jest udostępniony za pośrednictwem platformy Netflix pt. Stalowy alchemik, także w Polsce.

### Fullmetal Alchemist: Brotherhood
Seria Brotherhood jest drugą adaptacją mangi Fullmetal Alchemist. Tym razem fabuła anime do końca opiera się na pierwowzorze. Reżyserem jest Yasuhirio Irie, a kompozytorem Akira Senjū. Produkcję realizuje studio BONES. Seria w Japonii miała premierę 5 kwietnia 2009 roku i została zakończona 4 lipca 2010. Polscy fani mogli obejrzeć serial za pomocą oficjalnego kanału na serwisie YouTube. Polska telewizyjna premiera miała miejsce 30 sierpnia na kanale Hyper. Składa się z 64 odcinków.
Serial jest udostępniony za pośrednictwem platformy Netflix pt. Stalowy alchemik: misja braci, także w Polsce.

## Odbiór

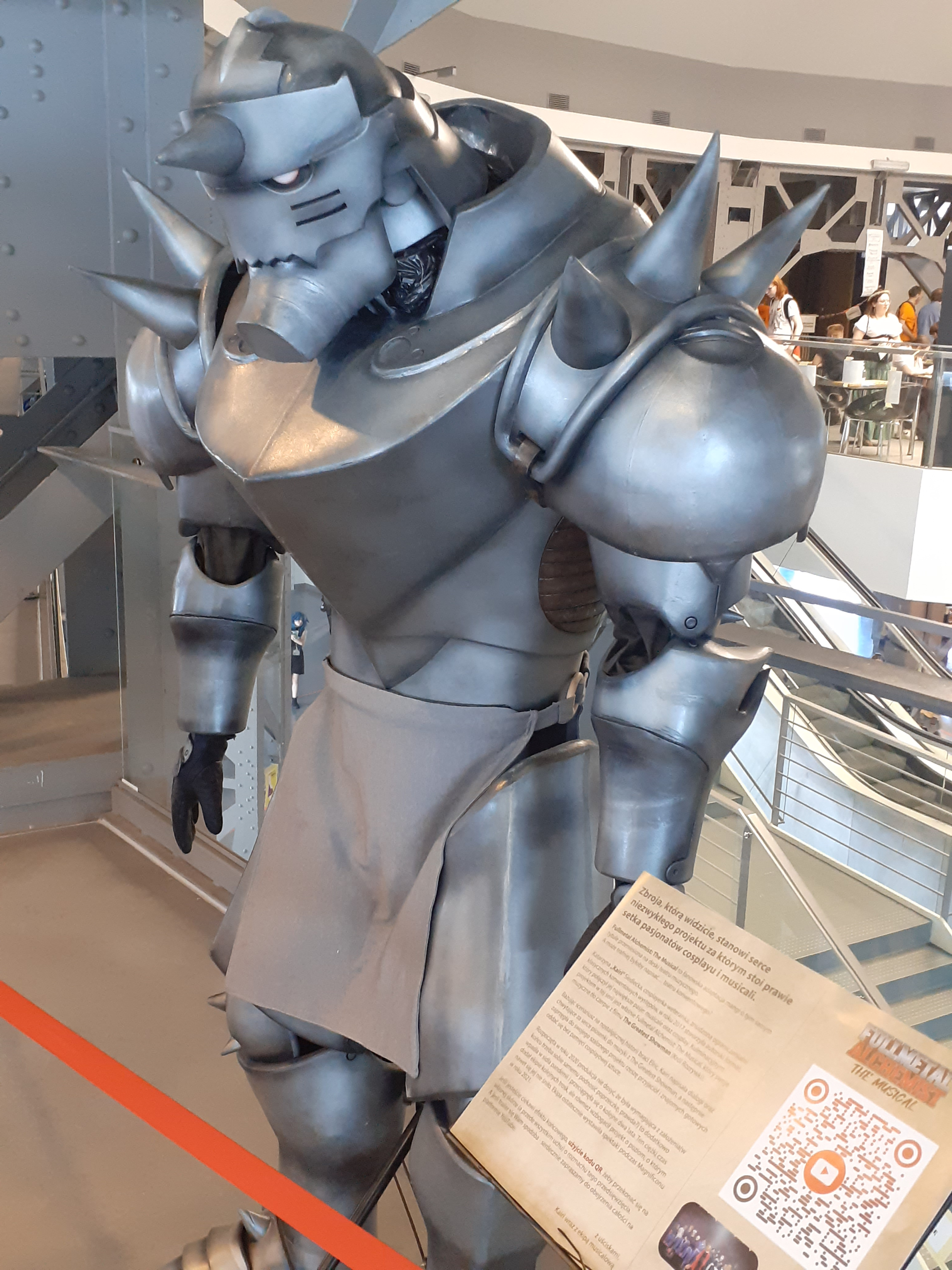
Zbroja z Fullmetal Alchemist na Pyrkonie w Poznaniu (2022).

### Manga
W 2004 roku Fullmetal Alchemist wygrało nagrodę Shōgakukan Manga w kategorii shōnen. W 2011 roku manga została uhonorowana Nagrodą Kulturalną im. Osamu Tezuki w kategorii dla debiutanta. W 2011 wygrało także Seiun Award, w kategorii najlepsza manga science-fiction. Według listy The New York Timesa, Fullmetal Alchemist była trzecią najlepiej sprzedającą się mangą w drugiej połowie lipca 2007 roku. Serwis Anime News Network podał, że na początku 2010 roku, w Japonii sprzedane ponad 1 milion egzemplarzy każdego tomu mangi, co uplasowało ją wówczas na 7. miejscu, spośród najlepiej sprzedających się mang. Recenzenci polskojęzycznego serwisu tanuki.pl przyznali mandze najwyższą możliwą ocenę 10/10, natomiast ocena redakcji wyniosła 9/10.

### Anime
W 2003 roku Fullmetal Alchemist zdobyło nagrodę dla najlepszego anime, w cyklu Anime Grand Prix, organizowanym przez magazyn Animage. Odcinki 7. (pt. „Wieczorny płacz chimery”) oraz 51. (pt. „Monachium 1921”) zostały uznane za najlepsze w latach 2003 i 2004. Nagrodę zdobyła także piosenka Melissa nagrana przez grupę Porno Graffitti. W 2004 roku anime zdobyło podobną nagrodę – Tokyo Anime Award, w kategorii telewizyjnej. Został tam także nagrodzony najlepszy scenariusz (Shō Aikawa w 2004) i najlepsza muzyka (Michiru Ōshima w 2006). Anime spotkało się z w miarę przychylnymi opiniami polskojęzycznego serwisu tanuki.pl – zarówno recenzenci jak i redakcja wystawili średnią ocenę 7/10. Według rankingu TV Asahi z 2006, Fullmetal Alchemist był najchętniej oglądanym anime wszech czasów.